# Jerzy Suchocki
Jerzy Tadeusz Suchocki, ps. Suchy (ur. 28 czerwca 19..) – polski keyboardzista, autor tekstów, kompozytor i aranżer.

## Życiorys
Syn Tadeusza, pianisty i kompozytora. Ukończył średnią szkołę muzyczną, następnie wydział  kompozycji, teorii dyrygentury i teorii muzyki PWSM w Warszawie. Po studiach udzielał się jako muzyk sesyjny, później zajął się komponowaniem i aranżowaniem. 
Był kierownikiem muzycznym Maryli Rodowicz, do czasu otrzymania propozycji grania z zespołem 2 plus 1, w 1987 roku dołączył do zespołu Lady Pank. 
Współpracował także ze Zdzisławę Sośnicką, Ireną Santor, grupą VOX, Urszulą, Ryszardem Rynkowskim, Renatą Dąbkowską, Danuty Stankiewicz i Piotrem Zanderem.
Tworzy muzykę do filmów fabularnych, dokumentalnych i seriali telewizyjnych.
Członek ZAKR-u (od 14 września 2020 w komisji rewizyjnej).
Otrzymał Odznakę Honorową ZAiKS-u (2009) i Medal  ZAiKS-u (2013).

## Dyskografia

### Jako keyboardzista
Udział w nagraniach albumów Urszuli:
- Czwarty raz (1988)
- Supernova (1998)

Inne:
- Pora na seks – Piotr Zander[4]
- Tacy sami – Lady Pank[5]
- Dziś dotarłem do rozstajnych dróg – Stanisław Wenglorz[6]
- On – Grzegorz Wawrzyszak[7]
- Ad.4 – Ich Troje[8]

### Jako autor melodii
- Video dla 2 plus 1 w 1985 roku[9]

### Inne
- autor muzyki do serialu TVP Misja z 1980 roku

## Piosenki z muzyką Jerzego Suchockiego
- Jesienią nie lubię być sama (sł. Jacek Bukowski)